# Grand Prix FINA de nage en eau libre 2013
Navigation
2012 2014
L'édition 2013 du Grand Prix FINA de nage en eau libre, se dispute durant les mois de janvier et septembre.

## Les étapes
| Date          | Lieu                   | Distance | Dotation |
| ------------- | ---------------------- | -------- | -------- |
| 27 janvier    | Rosario                | 15 km    | 10 000 $ |
| 3 février     | Santa Fe - Rio Corondo | 57 km    | 11 000 $ |
| 10 février    | Hernandarias - Paraná  | 88 km    | 12 000 $ |
| 20 avril      | Cozumel                | 15 km    | 20 000 $ |
| 27 juillet    | Lac Saint-Jean         | 32 km    | 40 000 $ |
| 3 août        | Lac Magog              | 34 km    | 25 000 $ |
| 24 août       | Lac d'Ohrid            | 30 km    | 10 000 $ |
| 1er septembre | Capri - Napoli         | 36 km    | 20 000 $ |

## Attribution des points
À chacune des étapes du circuit 2012 du Grand Prix de nage en eaux libres, des points sont attribués suivant la grille suivante à tous les nageurs terminant la course dans le délai imparti.
| Classement | Dotation de 25 000 $ ou plus | Dotation entre 20 000 $ et 24 999 $ | Dotation de moins de 20 000 $ |
| ---------- | ---------------------------- | ----------------------------------- | ----------------------------- |
| 1          | 25                           | 20                                  | 15                            |
| 2          | 19                           | 16                                  | 11                            |
| 3          | 16                           | 14                                  | 9                             |
| 4          | 13                           | 12                                  | 7                             |
| 5          | 11                           | 10                                  | 6                             |
| 6          | 9                            | 8                                   | 5                             |
| 7          | 7                            | 6                                   | 4                             |
| 8          | 5                            | 4                                   | 3                             |
| >8         | 4                            | 3                                   | 2                             |

## Classement

### Hommes
| Place | Nom               | Nationalité       | Points |
| ----- | ----------------- | ----------------- | ------ |
| 1     | Damián Blaum      | Argentine         | 62     |
| 2     | Evgenij Pop Acev  | Macédoine du Nord | 61     |
| 3     | Simone Ercoli     | Italie            | 53     |
| 4     | Tomi Stefanovski  | Macédoine du Nord | 51     |
| 5     | Edoardo Stocchino | Italie            | 46     |
| 5     | Joanes Hedel      | France            | 46     |

### Femmes
| Place | Nom              | Nationalité | Points |
| ----- | ---------------- | ----------- | ------ |
| 1     | Olga Kozydub     | Russie      | 111    |
| 2     | Esther Nuñez     | Espagne     | 72     |
| 3     | Martina Grimaldi | Italie      | 66     |
| 4     | Karla Sitic      | Croatie     | 57     |
| 5     | Pilar Geijo      | Argentine   | 56     |

## Vainqueurs par épreuve
| Étapes                 | Hommes              | Hommes             |                  | Femmes             | Femmes |
| Étapes                 | Vainqueur           | Temps              | Vainqueur        | Temps              |        |
| Rosario                | Simone Ercoli       | 1 h 51 min 03 s    | Esther Nunez     | 1 h 58 min 38 s    |        |
| Santa Fe - Rio Corondo | Simone Ercoli       | 8 h 22 min 22 s 61 | Olga Kozydub     | 8 h 37 min 35 s 67 |        |
| Hernandarias           | Luciano Sales Rubio | 9 h 39 min 42 s 00 | Pilar Geijo      | 9 h 49 min 53 s 00 |        |
| Cozumel                | Simone Ruffini      | 3 h 03 min 22 s    | Martina Grimaldi | 3 h 21 min 44 s    |        |
| Lac Saint-Jean         | Tomi Stefanovski    | 6 h 51 min 18 s 40 | Olga Kozydub     | 6 h 51 min 45 s 27 |        |
| Lac Magog              | Joanes Hedel        | 7 h 24 min 43 s    | Olga Kozydub     | 7 h 37 min 27 s    |        |
| Ohrid Lake             | Axel Reymond        | 5 h 09 min 54 s 95 | Martina Grimaldi | 5 h 24 min 07 s 25 |        |
| Capri - Napoli         | Brian Ryckeman      | 6 h 13 min 55 s    | Martina Grimaldi | 6 h 31 min 26 s    |        |